# Hal Needham
Hal Brett Needham, född 6 mars 1931 i Memphis, Tennessee, död 25 oktober 2013 i Los Angeles, Kalifornien, var en amerikansk stuntman, filmregissör, skådespelare och författare. Han ägde även ett NASCAR-team. Mest känd är han för sina många samarbeten med skådespelaren Burt Reynolds, vanligtvis i filmer som involverar snabba bilar, som Nu blåser vi snuten (1977), Ingen blåser Hooper (1978), Mitt i plåten! (1981) och Stroker Ace (1983).
Needham dog den 25 oktober 2013 i Los Angeles, Kalifornien, 82 år gammal, kort efter att ha diagnostiserats med cancer.